# ديريك ميرسير
ديريك ميرسير (5 ديسمبر 1986 في الولايات المتحدة - ) (بالإنجليزية: Derrick Mercer)‏ هو لاعب كرة سلة أمريكي في مركز هجوم خلفي.

## وصلات خارجية
- ديريك ميرسير على موقع كلية كرة السلة في سبورتس رفرنس.كوم (الإنجليزية)
- ديريك ميرسير على موقع ريلجم (الإنجليزية)
- ديريك ميرسير على موقع بروبوليرز (الإنجليزية)